# 上海市眼病防治中心
上海市眼病防治中心（又名上海市眼科医院），前身为1942年成立的盖氏沙眼防治所，是中華人民共和國上海市唯一一家三级眼病专科医院，内有防治科、财务资产办、医护科教办、行政后保办、党务人事办。现有两个地址，其一是位于静安区康定路380号或陕西北路805号，占地面积3758平方米，核定床位20张，其二虹桥路院区位于长宁区虹桥路1440号
。

## 历史
1942年，盖氏沙眼防治所成立（福州路667号）
1951年，改名上海市沙眼中心防治所
1978年，鉴于成功分离了“红眼病”病毒，由此获首届全国科技大会奖
1984年，改名上海市眼病中心防治所（常德路225号）
1989年，加牌上海市红十字青少年近视眼防治所
1995年，加牌上海市眼科医院（筹）
1998年，改名上海市眼病防治中心（康定路380号）
2014年，被上海市卫计委正式加牌上海市眼科医院
2018年底，上海申康医院发展中心批准将虹桥路1440号作为上海市眼病防治中心新院址（虹桥路院区）